# Rudná (Nyugat-prágai járás)
Rudná település Csehországban, Nyugat-prágai járásban. Rudná Chrášťany, Chrustenice, Úhonice, Drahelčice, Jinočany, Chýně és Nučice településekkel határos. Lakosainak száma 5395 fő (2024. január 1.).

## Népesség
A település lakosságának változását az alábbi diagram mutatja:
| Lakosok száma | 1014 | 1497 | 2837 | 3153 | 2974 | 3075 | 5025 | 5137 | 5090 | 5395 |
|               | 1869 | 1890 | 1921 | 1950 | 1980 | 2001 | 2017 | 2019 | 2022 | 2024 |